# SMAP
SMAP (スマップ sumappu?) fue una banda de pop japonesa formada por Johnny & Associates en el año 1988. Inicialmente tenía seis miembros, pero uno de ellos, Katsuyuki Mori, dejó el grupo por propia voluntad para dedicarse profesionalmente a las motos. Los 5 miembros que continuaron fueron Masahiro Nakai, Takuya Kimura, Tsuyoshi Kusanagi, Goro Inagaki y Shingo Katori. El nombre "SMAP" son las siglas de Sports and Music Assemble People ("Los deportes y la música unen a la gente").

## Historia
Su debut musical fue en 1991. Desde entonces han producido numerosos álbumes, incluyendo algunos con ventas de más de un millón de ejemplares. Han lanzado más de 30 sencillos. Sus tres sencillos más populares son Yozora no muko 夜空ノムコウ, Lion Heart y Sekai ni hitotsu dake no hana 世界に一つだけの花, que han vendido más de dos millones de copias cada uno.
Antes de su debut oficial, el grupo comenzó a trabajar como bailarines para otros famosos/as con más experiencia de Johnny Hikaru Genji.
El 9 de septiembre de 1991, hicieron su debut oficial con el sencillo "Can't Stop! Loving", que debutó en el número dos en las listas Oricon singles. El grupo se enfrentó a una rápida disminución en las ventas en los siguientes singles, algunos fueron de los más vendidos en su historia. 
Después de eso, los miembros de SMAP han participado en películas tanto de forma individual, como en grupo. En 1996, el miembro Katsuyuki Mori, dejó el grupo para seguir una carrera como piloto de motociclismo. 
El grupo hizo un programa propio con secciones variadas llamado SMAPxSMAP. En este programa, tenían una sección en la que cocinan (Bistro SMAP), también realizaban algunas parodias de otras series; además juegan, cantan y bailan con otros grupos musicales.
Se hicieron tan famosos, que comenzaron a protagonizar una gran variedad de programas y anuncios.
SMAP continuó lanzando nuevos singles. Su sencillo de 1998 "Yozora no Mukō" (夜空 ノムコウ?, "Más allá del Cielo Nocturno"), y su sencillo de "Lion Heart" vendió más de un millón de copias cada uno. Su canción "Yozora no Mukō" fue mencionada en algunos libros de texto japoneses. Un álbum de 2001 de grandes éxitos vendió más de un millón de copias en sólo una semana.
SMAP se disolvió oficialmente el 31 de diciembre de 2016.

## SMAP y Michael Jackson
En el programa SMAP x SMAP de la edición del lunes 29  de junio de 2006 que se emitió por Fuji TV se rindió un homenaje a Michael Jackson. 
En esa oportunidad, horas después de haber arribado a Japón, Michael se dirigió a los estudios de Fuji TV para brindar una sorpresa a los integrantes de la agrupación musical SMAP.

## Discografía
Álbumes de estudio
- 1992: SMAP 001
- 1992: SMAP 002
- 1993: SMAP 003
- 1993: SMAP 004
- 1994: SMAP 005
- 1994: SMAP 006: Sexy Six
- 1995: SMAP 007: Gold Singer
- 1996: SMAP 008: Tacomax
- 1996: SMAP 009
- 1997: SMAP 011: Su
- 1998: SMAP 012: Viva Amigos!
- 1999: SMAP 013: Birdman
- 2000: SMAP 014: S map
- 2002: SMAP 015: Drink! Smap!
- 2003: SMAP 016: MIJ
- 2005: Sample Bang!
- 2006: Pop Up! SMAP
- 2008: Super Modern Artistic Performance
- 2010: We are SMAP!
- 2012: Gift of SMAP
- 2014: Mr.S

Álbumes de compilación
- 1995: Cool
- 1997: Wool
- 2001: Smap Vest
- 2001: Pams
- 2011: SMAP AID
- 2016: SMAP 25 YEARS